# Simone Rondanini
Simone Rondanini (Arona, Italia, 1978) es un representante de futbolistas de origen italiano. En la actualidad ejerce como codirector en España de la agencia de internacional Wasserman Media Group y representa a futbolistas como Yerry Mina, Luis Sinisterra, Gonzalo Plata, entre muchos otros de la empresa en la cual figuran nombres como Federico Valverde, Alejandro Grimaldo o Weston McKennie.
Entre las competiciones donde ha situado a sus representados se encuentran LaLiga, Premier League, MLS, Liga MX o Liga BetPlay.

## Biografía
Nació en Arona en 1978. Durante su vida laboral ha estado siempre relacionado con el mundo del fútbol y ha explorado distintas vertientes en el campo del entrenamiento deportivo y la gestión de instituciones deportivas diversas.
Entre sus estudios, cursó el diploma de entrenador hasta nivel III; en 2009 realizó y aprobó el examen para ser agente de futbolistas y, sucesivamente, completó el curso CIES de gestión de entidades deportivas en Madrid.
En 2011 se sumerge en un proyecto, junto a su padre Franco Rondanini, para pasar a crear y dirigir su propia escuela de fútbol, European Football University, potenciando los valores éticos y la inclusión en el fútbol. El lema de la escuela era la construcción de hombres-atletas-futbolistas. Como paso siguiente decide constituir un club de futbol para ayudar a los jóvenes residentes de Fuerteventura.
Simone se une como director al grupo SEG Internacional en 2015 para España, creando la filial de la empresa desde cero. Durante sus cinco años como director, convierte a la agencia en un referente realizando importantes operaciones, entre ellas destacan la llegada de Jasper Cillessen al Valencia CF y el paso al fútbol japonés de Thomas Vermaelen.
En 2020 se incorpora en Wasserman Media Management, agencia americana líder del sector, como codirector para España junto a Ryan Harper. En la actualidad la filial española ha crecido enormemente y representan a futbolistas de fama internacional en las principales ligas de fútbol además de la española.
Actualmente Simone Rondanini reside en España y se dedica a la representación de futbolistas a través de Wasserman.